# Mästerby socken
Mästerby socken ingick i Gotlands södra härad, ingår sedan 1971 i Gotlands kommun och motsvarar från 2016 Mästerby distrikt.
Socknens areal är 22,97 kvadratkilometer, varav 22,90 land. År 2020 fanns här 198 invånare. Kyrkbyn Mästerby med sockenkyrkan Mästerby kyrka ligger i socknen. 

## Administrativ historik
Mästerby socken har medeltida ursprung. Socknen tillhörde Banda ting som i sin tur ingick i Hejde setting i Medeltredingen.
Vid kommunreformen 1862 övergick socknens ansvar för de kyrkliga frågorna till Mästerby församling och för de borgerliga frågorna bildades Mästerby landskommun. Landskommunen inkorporerades 1952 i Klintehamns landskommun och ingår sedan 1971 i Gotlands kommun. Församlingen uppgick 2012 i Sanda, Västergarn och Mästerby församling.
1 januari 2016 inrättades distriktet Mästerby, med samma omfattning som församlingen hade 1999/2000.  
Socknen har tillhört samma fögderier och domsagor som Gotlands södra härad. De indelta båtsmännen tillhörde Gotlands andra båtsmanskompani.

## Geografi
Mästerby socken ligger på västra Gotlands inland, norr om Klintehamn. Socknen är en slättbygd.

### Gårdsnamn
Ajmunds, Ammor, Annexen, Bander, Barbos, Fjäle, Grens, Gästäde, Hage, Karls, Långgutes, Myre, Pilungs, Ringome, Sallmunds, Skogs

## Fornlämningar
Stenar med slipsrännor finns i socknen. Från järnåldern finns åtta gravfält, stensträngar och en fornborg. Tre runristningar är kända, varav en på en bildsten. Ett medeltida stenkors finns här och två vikingatida silverskatter samt två ringar av rent guld från 500-talet har påträffats.
Vid Ajmunds Bro och på Fjäle myr 2 km nordost om Ajmunds Bro stod 1361 kallas Slaget vid Mästerby, då den danske kungen Valdemar Atterdag invaderade Gotland. Sedan 2006 har slagfältsarkeologiska undersökningar pågått under en septembervecka varje år och ett stort antal fynd från slagen 1361 har hittats.

## Namnet
Namnet (1270 Mestraby) kommer från en gård. Efterleden är by, 'gård; by' och förleden har antagits vara mestr, 'stor', vilket skulle ge tolkningen 'den största byn'.

## Befolkningsutveckling
| Befolkningsutvecklingen i Mästerby socken 1780–2020 | Befolkningsutvecklingen i Mästerby socken 1780–2020 | Befolkningsutvecklingen i Mästerby socken 1780–2020 | Befolkningsutvecklingen i Mästerby socken 1780–2020 | Befolkningsutvecklingen i Mästerby socken 1780–2020 |
| --- | --------------------------------------------------- | --------------------------------------------------- | --------------------------------------------------- | --------------------------------------------------- |
| |                                                     |                                                     |                                                     |                                                     |
| År |                                                     |                                                     | Folkmängd                                           |                                                     |
| 1780 | 1780                                                |                                                     | 253                                                 |                                                     |
| 1800 | 1800                                                |                                                     | 284                                                 |                                                     |
| 1810 | 1810                                                |                                                     | 320                                                 |                                                     |
| 1820 | 1820                                                |                                                     | 333                                                 |                                                     |
| 1830 | 1830                                                |                                                     | 390                                                 |                                                     |
| 1840 | 1840                                                |                                                     | 367                                                 |                                                     |
| 1850 | 1850                                                |                                                     | 411                                                 |                                                     |
| 1860 | 1860                                                |                                                     | 438                                                 |                                                     |
| 1870 | 1870                                                |                                                     | 456                                                 |                                                     |
| 1880 | 1880                                                |                                                     | 453                                                 |                                                     |
| 1890 | 1890                                                |                                                     | 395                                                 |                                                     |
| 1900 | 1900                                                |                                                     | 395                                                 |                                                     |
| 1910 | 1910                                                |                                                     | 427                                                 |                                                     |
| 1920 | 1920                                                |                                                     | 462                                                 |                                                     |
| 1930 | 1930                                                |                                                     | 441                                                 |                                                     |
| 1940 | 1940                                                |                                                     | 401                                                 |                                                     |
| 1950 | 1950                                                |                                                     | 402                                                 |                                                     |
| 1960 | 1960                                                |                                                     | 306                                                 |                                                     |
| 1970 | 1970                                                |                                                     | 240                                                 |                                                     |
| 1980 | 1980                                                |                                                     | 244                                                 |                                                     |
| 1990 | 1990                                                |                                                     | 230                                                 |                                                     |
| 2000 | 2000                                                |                                                     | 224                                                 |                                                     |
| 2010 | 2010                                                |                                                     | 195                                                 |                                                     |
| 2020 | 2020                                                |                                                     | 198                                                 |                                                     |
| Anm: Källor: Umeå universitet - Tabellverket 1749-1859, Demografiska databasen, CEDAR, Umeå universitet, Befolkningsutvecklingen i Gotlands socknar 2000 - 2010, Befolkning per församling, Folkmängden per distrikt, landskap, landsdel eller riket efter kön. År 2015 - 2022. |                                                     |                                                     |                                                     |                                                     |

### Fotnoter
1. 1 2  Svensk Uppslagsbok andra upplagan 1947–1955: Mästerby socken
2. ↑  ”Folkmängden per distrikt, landskap, landsdel eller riket efter kön. År 2015 - 2022”. Statistikdatabasen. Statistiska centralbyrån. http://www.statistikdatabasen.scb.se/pxweb/sv/ssd/START__BE__BE0101__BE0101A/FolkmangdDistrikt/. Läst 23 april 2023.
3. ↑  Harlén, Hans; Harlén Eivy (2003). Sverige från A till Ö: geografisk-historisk uppslagsbok. Stockholm: Kommentus. Libris 9337075. ISBN 91-7345-139-8
4. ↑  ”Församlingar”. Statistiska centralbyrån. https://www.scb.se/hitta-statistik/regional-statistik-och-kartor/regionala-indelningar/forsamlingar/. Läst 30 december 2022.
5. ↑  Administrativ historik för Mästerby socken (Klicka på församlingsposten). Källa: Nationella arkivdatabasen, Riksarkivet.
6. ↑  Om Gotlands båtsmanskompani
7. 1 2  Sjögren, Otto (1931). Sverige geografisk beskrivning del 2 Östergötlands, Jönköpings, Kronobergs, Kalmar och Gotlands län. Stockholm: Wahlström & Widstrand. Libris 9939
8. 1 2 3  Nationalencyklopedin
9. ↑  Förteckning över slipskåror
10. ↑  Fornlämningar, Statens historiska museum: Mästerby socken
11. ↑  Fornminnesregistret, Riksantikvarieämbetet: Mästerby socken Fornminnen i socknen erhålls på kartan genom att skriva in sockennamn (utan "socken") i "Ange geografiskt område"
12. ↑  
En arkeologisk undersökning av det medeltida slagfältet i Mästerby på Gotland Arkiverad 18 augusti 2010 hämtat från the Wayback Machine. - Intervju med arkeologen Maria Lingström
13. ↑  Mats Wahlberg, red (2003). Svenskt ortnamnslexikon. Uppsala: Institutet för språk och folkminnen. Libris 8998039. ISBN 91-7229-020-X. https://isof.diva-portal.org/smash/get/diva2:1175717/FULLTEXT02.pdf